# Gilberto Chávez González
Gilberto Chávez González (n. 1908 - f. 1992) es un escritor mexicano. 

## Biografía
Este escritor nace en Cotija de la Paz, Michoacán, el 17 de noviembre de 1908. Es uno de tres hijos del matrimonio de Gilberto y Genoveva Chávez. Se traslada a vivir a la Ciudad de México donde funge como jefe de los servicios administrativos del Poder Judicial. Además también fue Meritorio de la Suprema Corte de Justicia (1931).

## Obras escritas
- Playa Paraíso (Premio Lanz Duret 1947)
- Batalla Sin Fin
- Fruto y Tormenta
- Dos Noches y un Amanecer
- Sendero de Milagros
- Una Sombra en los Brazos (Premio Lanz Duret 1955)
- Alguien Cambio el Final
- Mientras Pasa la Lluvia